# 多気村 (愛知県)
多気村（たきむら）は、愛知県西春日井郡にかつてあった村。現在の小牧市多気北町、多気東町・多気西町・多気南町・多気中町の各一部に該当する。

## 沿革
- 明治22年（1889年）10月1日 - 町村制の施行により、多気村が単独で自治体を形成。
- 明治39年（1906年）7月16日 - 五条村・小木村・尾張村と合併して北里村が発足。同日多気村廃止。